# ひりゆう (2代)
ひりゆう（JCG Hiryu, FL-01）は、海上保安庁の消防船。日本最大の消防船であり、石油タンカーやLNG船などの大規模な海上災害に対応が可能なほか、東京湾沿岸に乱立するコンビナート火災の対応も視野に入れて運用されている。

## 設計

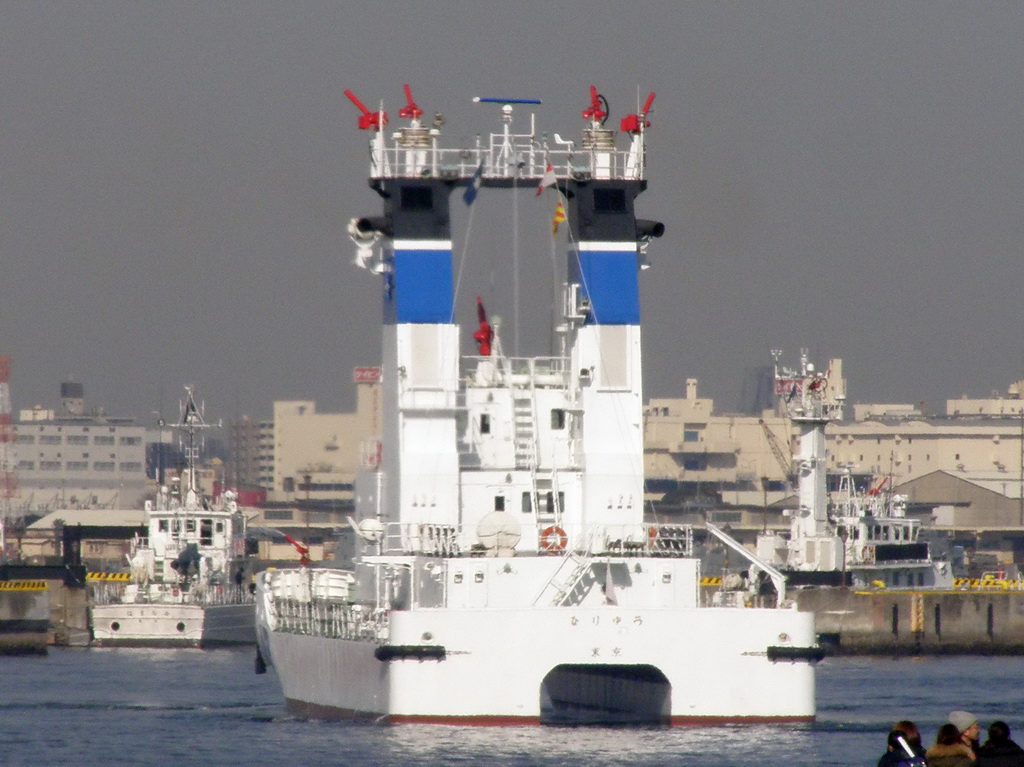
船尾側からの船影

本船は、初代ひりゆう型の代替となる新型消防船の1番船として建造された。双胴船体に背の高い放水塔を載せて、その上に伸縮式の放水銃を装備するというスタイルは、同船のものが踏襲されている。門型の放水塔は操舵室後方に配されており、伸縮式放水筒のほかに主機・補機の排ガス管も組み入れられている。外洋での堪航性能向上のため、乾舷を高く取って、胴間連結部下部への波浪衝撃緩和を図るとともに、シアも大きく取った。また造波抵抗軽減のため、船首部はバルバス・バウとされた。
放水時の操船・船位保持性能確保のため、推進器としては旋回式可変ピッチ・プロペラを採用した。これは海上保安庁の船艇として初の試みであったが、横移動やその場回頭性能に優れ、操船性能の飛躍的な向上をもたらした。主機関としては、増速機付き中速ディーゼルエンジン（連続最大出力2,000馬力 / 1,470 kW）を搭載する。これはユニバーサル・ジョイントを介して旋回式可変ピッチ・プロペラを駆動するとともに、増速機を介して消防ポンプ（1,500m³/hr×1.5 MPa）2基も駆動する。なお主機関および推進器の制御は、操舵室の機関制御盤および操船スタンドで行う。
主電源としてはディーゼル発電機（出力125 kVA）2基を搭載し、航海時には1基、出入港および消火活動時には2基で運転する。

## 装備

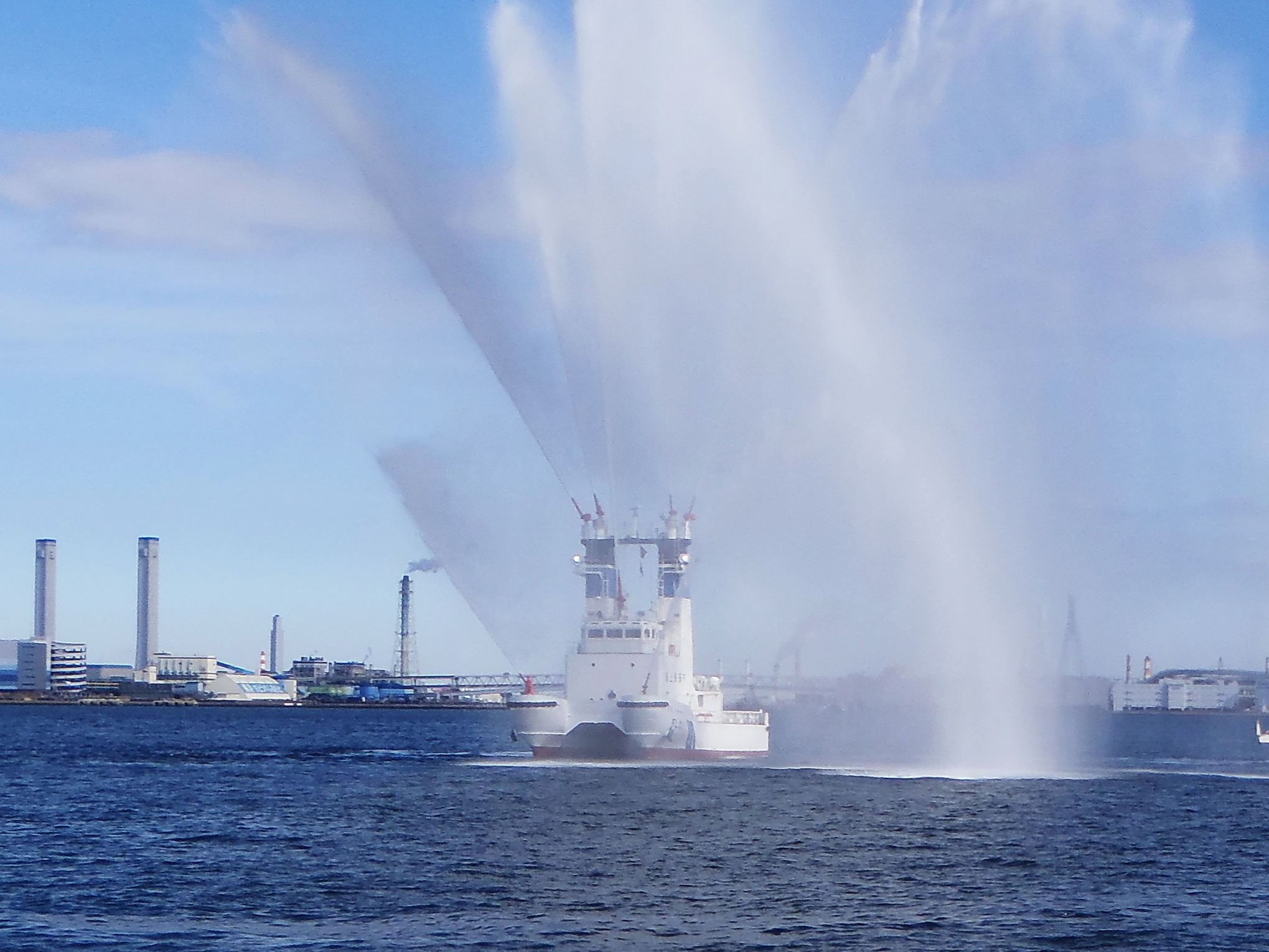
放水シーン

消防装置としては下記のような装備を有する。
- 放水筒
  - 伸縮式放水塔（毎分5,000リットル; 泡消火液・水兼用）×2基
  - 放水甲板（毎分7,000リットル; 泡消火液・水兼用）×2基
  - 上部船橋甲板（毎分20,000リットル; 水専用）×1基
  - 上甲板船首部（毎分1,000リットル; 泡消火液・水兼用）×2基
- 粉末放射銃（毎秒45キログラム）×1基
- 自衛噴霧ノズル
  - 毎分190リットル×17本
  - 毎分110リットル×5本

このうち、伸縮式放水塔は、最大伸張時には海面上約27メートルに達する。また自衛噴霧ノズルは船橋周りを重点として、居住区画を含む上部構造物全体を覆えるように配置されているが、消火活動時の視界確保のため、噴霧高さを高低2段に切り替え可能である。なお消火剤としては、泡原液を約22,000リットル、粉末消火剤を約5,100 kg搭載する。
これらの消防操作は、操舵室の操作盤で使用する放水筒および消火剤を選択すれば、あとはポンプの起動から関係弁の開閉、消火剤放出までを自動で行えるようになっている。各放水筒の作動状況や、監視カメラを通じた火災状況は2面の船内モニターで監視可能となっている。また可燃性ガスや有毒ガスを検出するためのガス検知装置を装備しており、可燃性ガスに対しては赤外線式ガス分析計で5ヶ所の濃度を自動検出し、濃度の推移を表示することができる。また有毒ガスについては、全5ヶ所の捕集所のうち1ヶ所あたり3種のガスを同時検出可能となった。
また炎上する大型タンカーを迅速に曳航するため、後部上甲板には40トンの曳航フックを備えている。なお作業の省力化および防爆性能向上のため、甲板機器は全て油圧作動とされた。

## 船歴
2011年3月11日の東北地方太平洋沖地震で、千葉県市原市にあるコスモ石油製油所のLPGタンクが爆発炎上した。発生時横浜にいた本船と巡視艇「あわなみ」が急行したが、ガスが漏れ続けている状態で消火すると、周辺地域・海域にガスが流れ出る恐れがあった。火がついたタンクは燃やしたまま、延焼を防ぐための冷却放水を行った。燃焼が安定してきたため、12日の夕方に本船は放水から離れた。最終的な鎮火は21日であった。
当初は、初代ひりゆう型の代船として、本船の同型船が順次に建造されていくものと見られていたが、予算上の優先順位や防災資機材の見直しを背景として2番船以降の計画は遅延していた。結局本船の同型船での置き換えは行われず、よど型巡視艇によって代替された。海上保安庁全体の姿勢として、本船が建造された当時には独力で各種災害に対処可能な資機材整備を目指していたのに対し、近年では政府の方針転換もあって、自治体や関連機関が連携して対処する際に専門家の立場からの技術支援を重視する方向にシフトしていることから、本船のように防災の一局面に特化した機材の整備は縮小傾向となる可能性が指摘されている。

## 登場作品
『BRAVE HEARTS 海猿』
左翼エンジンが爆発したボーイング747-400が東京湾内に海上着水することを受け、着水する海域の近くで待機する。そして、着水成功後に右翼エンジンから火災が発生すると消火活動にあたり、消防艇「みやこどり」「まつかぜ」とともに放水を行う。
『劇場版コード・ブルー－ドクターヘリ緊急救命－』
海ほたるの岸壁に衝突したフェリーの消火活動にあたる。劇中では、PL66 しきね と共に、CGではあるが登場している。